# Hebdo Le Comtadin
L'Hebdo le Comtadin est un journal hebdomadaire de la presse écrite française régionale. Sa diffusion est faite sur l'ensemble du département de Vaucluse.

## Histoire
En 2013, le journal change de nom, pour s'appeler « Vaucluse Hebdo - Le Comtadin ».

## Administration et juridique
Cet hebdomadaire est édité par la « Société Nouvelle de Presse du Gard » (B321163396), et imprimé par la société « Riccobono ».